# El crimen del Cácaro Gumaro
El crimen del Cácaro Gumaro es una película mexicana de 2014 llevada a la pantalla por Alameda Films y distribuida por 20th Century Fox; dirigida por Emilio Portes, producida por Daniel Birman Ripstein y escrita por Armando Vega Gil y Andrés Bustamante, marcando igualmente el debut de este último en el cine. Se trata de una parodia a diversas películas mexicanas tanto modernas como antiguas, teniendo cameos de varios artistas como Carmen Salinas, Freddy Ortega, Germán Ortega, Jorge Rivero, Xavier López "Chabelo", José María Torre y Víctor Trujillo con su personaje de Brozo, por mencionar algunos. En septiembre de 2014, fue lanzada en Estados Unidos con el nombre The Popcorn Chronicles.
La película tuvo un presupuesto de 40 millones de pesos y recaudo únicamente 63 millones de pesos, por lo cual se considera un fracaso de taquilla. De parte de la crítica, la película recibió críticas en su mayoría negativas.

## Sinopsis
En un pueblo llamado San Andrés Güepez hay un cine llamado Linterna Mújica, cuyo dueño, Don Toribio Mújica sufre un desafortunado accidente que lo deja herido de muerte, por lo que manda llamar a sus hijos Gumaro y Archimboldo para hablar con ellos antes de morir.
Gumaro, quien es un dependiente de un restaurante de burritos en Estados Unidos se encuentra con Archimboldo, quien viene de la Ciudad de México y se dedica a defraudar a los clientes de un burdel. Ambos acuden al lecho de muerte de su padre quien les indica lo que harán en su vida más adelante. En el funeral, ambos comienzan a pelear y son detenidos por el alcalde, Don Cuino Meléndez de la Popocha, quien les pide que vayan a la lectura del testamento de su padre en su oficina.
Al día siguiente, ambos hermanos intentan sabotear la llegada del contrario a la cita, mientras Gumaro encierra a Archimboldo en el baño y lo hace bañarse con agua muy caliente, Archimboldo hace que su novia Claudianita seduzca a Gumaro haciéndole creer que ha vuelto con él, pero solo para dejarlo afuera de la ciudad en ropa interior. Ambos terminan llegando semidesnudos a la lectura del testamento donde Archimboldo hereda la casa hipotecada de su padre y Gumaro el cine que tiene pendiente el pago de los impuestos prediales, con la advertencia de que ambas propiedades pasaran ser parte del fideicomiso del pueblo si no se pagan los adeudos.
Mientras Gumaro está contento con la idea de revivir el cine en su pueblo, Archimboldo esta dispuesto a sabotear su trabajo, primero vendiendo copias de una película que Gumaro estrenaría en el cine, lo cual lleva a Gumaro a denunciarlo ante las autoridades, y si bien, es castigado Archimboldo (aunque Don Cuino lo castiga por portar una playera del Club América) esto no frena al hermano a seguir saboteando su trabajo ahora ofreciendo un sistema de sonido que, cuando es estrenado mostrando una nueva película de Chabelo, termina liberando una gran cantidad de cucarachas guardadas en el subwoofer que terminan haciendo que la gente huya del cine.
Tras ese evento Don Cuino decide hacer un Festival de Cine para promover el cine de Gumaro, aunque van algunas personalidades de cine, la selección de películas no satisface al público, lo que lleva a Archimboldo a mostrar su propio filme para mofarse de Gumaro, y Gumaro, desesperado, decide usar un filme de su padre, que, parecía ser un hermoso documental del pueblo pero resulta ser un video del pajarero del pueblo seduciendo a la madre del policía del pueblo lo que desata una persecución contra Gumaro y terminan amarrándolo a un cohete que no llega a ningún lado.
Gumaro decide vengarse de su hermano haciendo que su cómplice Memito compre sus discos piratas y reúne a los niños del pueblo para usar los discos para reflejar la luz del sol en el camión de Archimboldo y hacerlo explotar acabando con su negocio por un tiempo. 
Don Cuino decide ayudar a Archimboldo a vengarse de su hermano comprando un lote de palomitas radioactivas para infiltrarlas en el negocio de Gumaro, pero las palomitas resultan ser todo un éxito lo que hacen que el negocio de Gumaro prospere, pero, cuando deciden reducir la calidad del resto de los productos para vender más de ellos, la combinación del material radiactivo con la cafeína y el azúcar, junto con la presencia de gente enferma de H1N1, provocan que la gente del pueblo se conviertan en seres zombificados. 
Don Cuino pide ayuda al ejército de Estados Unidos mientras el resto de los sobrevivientes se las ingenia para sobrevivir a la amenaza zombie, En el enfrentamiento Memito y Claudianita son atacados y se vuelven zombis, pero pronto se dan cuenta de que el efecto se revierte con agua bendita, para lo cual deciden lanzarles agua bendita que cura a todos menos al Padre Amargo (quien, debido a todos sus pecados, termina explotando para gozo de sus monaguillos). 
Los dos hermanos hacen las paces y deciden trabajar juntos, pero, el ejército estadounidense, sin saber que la crisis había sido resuelta, bombardea el lugar con una bomba atómica matando a todos los habitantes, excepto por Memito, quien zombificado, sube a una camioneta llena de inmigrantes con destino a los Estados Unidos, mientras Brozo reporta en su noticiero El Mañanero que no hubo muertos en el lugar. 
En una escena poscréditos se muestra que Don Cuino también sobrevivió al ataque nuclear.

## Elenco
- Andrés Bustamante - Cuino Meléndez De La Popocha.
- Ana de la Reguera - Claudianita (en clara alusión a Ana Claudia Talancón).
- Carlos Corona - Mario Fortino Alfonso Gumaro Mújica Moreno (en alusión a Cantinflas por primeros nombres y segundo apellido).
- Alejandro Calva - Germán Genaro Archimboldo Cipriano Mújica Valdés (en alusión a Tin Tan por primeros nombres y segundo apellido).
- Eduardo Manzano - Toribio Mújica.
- Jesús Ochoa - Cochigordo (en clara alusión al Cochiloco, personaje de El Infierno).
- Armando Vega Gil - Padre Amargo (en clara alusión al Padre Amaro).
- Roberto Romero - Monaguillo del Padre Amargo (en clara alusión a la cinta Obediencia Perfecta, aunque todavía no se estrenaba).
- Ramón Álvarez - Pichardo
- Óscar Iván González - Memito
- Eduardo McGregor - Papá Cuino
- Ernesto Yáñez - El Vagabundo (en clara alusión a El Chivo, de Amores Perros).
- Mónica Huarte - Faulina Rubio (segmento Olores Perros, parodia mezclada de Amores Perros y El Laberinto del Fauno).
- Freddy Ortega - Abogado
- Germán Ortega - Testigo
- Víctor Trujillo - Brozo
- José María Torre - Jesucristo (parodia de El Mártir del Calvario, en alusión al personaje de Enrique Rambal).
- Xavier López "Chabelo" - Él Mismo (segmento Chabelo vs Los Monstruos).
- Roberto Tello - Coronel Kabuto (segmento Chabelo vs Los Monstruos, en clara alusión al personaje Koji Kabuto de Mazinger Z).
- Kate del Castillo - Ella Misma (segmento La Misma Lana, parodia de La Misma Luna).
- Jorge Rivero - Don Jorge el Pajarero (segmento Güépez de mis Amores en referencia al género de cine de ficheras).
- Johanna Murillo - Orquídea (Mamá de Cochigordo).
- María Rojo - María Cocinera
- Rodolfo Riva Palacio
- Gabriel Riva Palacio
- Homero Ferruzca (segmento Una Película de Agüevo 14, parodia de Una Película de Huevos).
- Carmen Salinas
- Mario Zaragoza - Cástulo el Ciego.
- Alberto Rojas "El Caballo" - Parroquiano del Table Dance.
- Andrés Pardavé - Taquero Rudencio
- Magda Brueggermann - Monja en Super Burrow's.
- José Sefami - Payaso Gorgo
- Antonio Corella - Gualt Diské (en clara alusión a Walt Disney).
- Jis y Trino - Espectadores en el cine (haciendo alusión a la película de su cómic El Santos contra la Tetona Mendoza).

## Curiosidades
- La película fue filmada en su totalidad en la ciudad de Salvatierra, Guanajuato.
- Al ser una película de corte paródica, se hacen referencias a varias películas mexicanas, así como a varios elementos de la cultura popular:
  - El título es una referencia a la película El Crimen del Padre Amaro.
  - El burdel donde Archimboldo y Claudianita trabajan en la Ciudad de México se llama Sarita Garcia's Solid Gold, en referencia a la actriz Sara García.
  - Cuando el padre de Archimboldo y Gumaro comienza a agonizar hace referencia a Guillermo López Langarica quien se volvió viral cuando fue detenido en estado de ebriedad por la policía de Guadalajara y fue entrevistado por la televisión local.
  - En entrevista detrás de las cámaras, Andrés Bustamante señaló que para hacer el personaje de Don Cuino, se basó en varios políticos famosos, pero más especialmente en Fidel Velázquez y José López Portillo.
  - La primera cinta que estrena Gumaro en el pueblo se llama Hasta el Viento Siente Pelos que parodia al clásico de terror mexicano Hasta el Viento Tiene Miedo.
  - El castigo que recibe Archimboldo por usar una playera del América es similar al que recibe Enrique Rambal en la cinta El Mártir del Calvario.
  - La segunda película que se estrena, Chabelo vs Los Monstruos, en si, parodia las cintas del luchador El Santo, y a las cintas de kaiju pero también a las cintas que el propio Chabelo protagonizó en la década de los setenta. Incluso algunos personajes hacen referencia a animes japoneses como Mazinger Z.
  - El personaje del Padre Amargo es una referencia directa al Padre Amaro, pero también refería a los escándalos de pederastia de las que se acusaban a varias órdenes religiosas en el mundo.
  - Las palomitas radioactivas son una referencia al escándalo desatado en la década de los ochenta cuando el gobierno mexicano importó leche infestada de radioactividad y la distribuyó en la CONASUPO en 1986.[1]
  - Los personajes cuentan con nombres que en sí son parodias de los nombres de actores famosos o personajes, por ejemplo Faulina Rubio es una parodia de la cantante Paulina Rubio, pero su participación en Olores Perros (y los prostéticos que lleva después de la escena del choque y que usa incluso en el festival) son referencias a las películas Amores Perros y El Laberinto del Fauno.